# Squeeze (groupe)
Pour les articles homonymes, voir Squeeze.
 (août 2018).
Si vous disposez d'ouvrages ou d'articles de référence ou si vous connaissez des sites web de qualité traitant du thème abordé ici, merci de compléter l'article en donnant les références utiles à sa vérifiabilité et en les liant à la section « Notes et références ».
 (août 2018).
Squeeze est un groupe de rock britannique, originaire de Londres, en Angleterre.

## Histoire
Le groupe, formé en 1974, a percé au Royaume-Uni durant la période new wave à la fin des années 1970, puis a continué à avoir du succès dans les années 1980 et 1990. Le groupe est surtout connu pour les tubes Cool for Cats, Up the Junction, Tempted, Black Coffee In Bed, Pulling Mussels (From the Shell) et Hourglass. Bien qu'il n'ait pas eu une aussi grosse réussite aux États-Unis, Tempted, Hourglass et 853-5937 y ont été des hits, et le groupe y a un fan club qui continue d'attirer de nouveaux membres. Tous les tubes ont été écrits par les membres Glenn Tilbrook et Chris Difford.
Après une première séparation en 1982, le groupe se reforme en 1985, puis se sépare à nouveau en 1999. Il se réunit spécialement pour des tournées au Royaume-Uni et aux États-Unis en 2007 et 2008.
Squeeze confirme lors d'une interview au Festival V en 2008, qu'ils prévoyaient d'écrire le matériel pour un nouvel album en 2009, pendant et après une nouvelle tournée aux États-Unis.
C'est avec Chris Difford et les musiciens qui l'accompagnaient lorsque Glenn faisait carrière en solo (Simon et Stephen), additionné de nouveaux membres que le groupe reprend la route et le chemin des studios pour produire trois nouveaux albums. Les tournées se succèdent depuis 2010 en Grande Bretagne et aux USA.

## Discographie

### Albums studio
- 1978 : Squeeze (en)
- 1979 : Cool for Cats (UK #45)
- 1980 : Argybargy (UK #32, Canada #26, U.S. #71)
- 1981 : East Side Story (UK #19, Canada #29, U.S. #44)
- 1982 : Sweets from a Stranger  (UK #20, Canada #26, U.S. #32)
- 1984 : Difford & Tilbrook : Difford & Tilbrook  (UK #47, U.S. #55)
- 1985 : Cosi Fan Tutti Frutti  (UK #31, U.S. #61)
- 1987 : Babylon and On (UK #14, Canada #91, U.S. #36)
- 1989 : Frank (UK #58, U.S. #113)
- 1991 : Play (UK #41)
- 1993 : Some Fantastic Place (UK #26, U.S. #182)
- 1995 : Ridiculous (UK #50)
- 1998 : Domino
- 2010 : Spot the Difference
- 2015 : Cradle to the Grave
- 2017 : The Knowledge